# En adelig rede
En adelig rede (russisk: Дворянское гнездо, translit.: Dvorjanskoe gnezdo) er en sovjetisk spillefilm fra 1969 af instrueret af Andrej Kontjalovskij.
Filmen havde dansk premiere den 17. november 1970 i Alexandra Biografen.

## Handling
Filmens hovedperson, Fjodor Ivanovitj Lavretskij, vender tilbage til sin ejendom efter 11 års ophold i Paris, hvor hans hustru fortsat opholder sig. Han er skuffet over livet, bedraget af sin kone, der har været ham utro og udmattet efter en lang adskillelse fra Rusland. Snart bliver Lavretskij forelsket i sin fætters charmerende unge datter, Liza. Nogen tid senere læser Lavretsky i aviserne om hustruens død i Paris. Kærlighedserklæringen til Liza og den samtidige henvendelse fra boet efter hustruen et tilsyneladende simpelt plot ...

## Medvirkende
- Irina Kuptjenko som Liza
- Leonid Kulagin som Lavretskij
- Beata Tyszkiewicz som Varvara Pavlovna
- Tamara Tjernova som Marija Dmitrijevna
- Viktor Sergatjov som Pansjin
- Nikita Mikhalkov som fyrst Nelidov